# Real Love (álbum)
Real Love es el vigesimoséptimo álbum que publicó Dolly Parton en 1985.  El álbum fue producido por David Malloy (conocido por su trabajo en Eddie Rabbitt), y fue el último álbum novedad de Parton para RCA, su sello durante los 18 años precedentes. El sencillo homónimo alcanzó la posición #1 del chart country (a dúo con Kenny Rogers alcanzó el puesto #91 del chart pop estadounidense ) al igual que "Think About Love". Mientras que "Don't Call It Love" alcanzó el puesto #3 en el chart country.
Durante su gira The European Tour 2007,el álbumfue relanzado por BMG Germany (una división de Sony/BMG) en dos C-Ds. 

## Canciones
1. "Think About Love" - 3:26
2. "Tie Our Love" - 3:25
3. "We Got Too Much" - 3:17
4. "It's Such a Heartache" - 3:26
5. "Don't Call it Love" - 3:21
6. "Real Love (con Kenny Rogers)" - 3:54
7. "I Can't Be True" - 3:20
8. "Once in a Very Blue Moon" - 3:46
9. "Come Back to Me" - 3:37
10. "I Hope You're Never Happy" - 3:56

## Sencillos
- "Don't Call It Love" - Country #3 / Adult Contemporary #12
- "Real Love" - Country #1 / Pop #91 / Adult Contemporary #13
- "Think About Love" - Country #1
- "Tie Our Love" - Country #17